# شون ألين
شون ألين (بالإنجليزية: Shaun Allen)‏ هو لاعب دوري الرغبي بريطاني، ولد في 23 سبتمبر 1965.